# Bibbiano
Bibbiano (Bibiân in dialetto reggiano o Bibiēn nel dialetto locale) è un comune italiano di 10 236 abitanti della provincia di Reggio Emilia in Emilia-Romagna.

## Geografia fisica
Bibbiano è situato nella bassa val d'Enza, a 17 km a sud-ovest dal capoluogo provinciale Reggio Emilia. Il territorio comunale, oltre che dal capoluogo, è formato dalle frazioni di Barco, Corniano, la Fossa, Ghiardo e Piazzola per un totale di 28,16 chilometri quadrati. Confina a nord con Cavriago, a est con Reggio Emilia, a sud con Quattro Castella e San Polo d'Enza e a ovest con Montecchio Emilia.

## Storia
Non è facile datare l'origine di Bibbiano: le tracce della prima presenza umana (fondi di capanne, resti ceramici, copiosi manufatti silicei) risalgono a epoca compresa tra il Paleolitico inferiore e il Neolitico. La lunga permanenza gallica è testimoniata da reperti dell'età del ferro e dalle inflessioni celtiche rimaste nel dialetto locale. L'origine del toponimo è verosimilmente legata all'occupazione romana del I secolo e prese il nome dell'assegnatario di quelle terre: il luogo fu probabilmente un Vibianus o Baebianus fundus, che rinvia a un fundus romano ubicato in questi luoghi fertilissimi. Numerosi i reperti romani venuti alla luce in seguito a ritrovamenti archeologici: terrecotte, ceramiche e suppellettili.
È solo con l'età medievale che la storia di Bibbiano si precisa attraverso una prima aggregazione urbana lungo la strada che portava alle fortificazioni affacciate sull'Enza, e di cui rimane la massiccia costruzione fortificata detta «Torrazzo». Nel XII secolo la storia di Bibbiano si lega indissolubilmente alle vicende dei Canossa, come ricorda anche lo stemma comunale. Nel 1155 il borgo sarà definitivamente incorporato nel feudo canossiano di Bianello, mentre un'altra località bibbianese, Piazzola, era già in precedenza compresa nel medesimo. Il dominio della dinastia Canossa su Bibbiano terminò nel XVIII secolo, quando il feudo passò ai marchesi Gabbi (1757).
Bibbiano ottenne l'autonomia comunale per la prima volta nel 1800; oltre al capoluogo il territorio era formato anche dalla vicina villa di San Bartolomeo in Sassoforte poi unita al comune di Reggio. Con la Restaurazione, gli Austria-Este lo aggregarono nuovamente a Montecchio Emilia. Nel 1859, con la fine del ducato di Modena e Reggio, Bibbiano riottenne nuovamente l'autonomia comunale. In quest'occasione fu annesso al territorio comunale anche la frazione di Barco.

### Simboli
Lo stemma comunale e il gonfalone sono stati concessi con decreto del presidente della Repubblica del 27 settembre 1962.
Nella partizione superiore si vuole ricordare l'origine romana del paese; in quella inferiore (cane + osso) si allude alla casata dei Canossa che furono feudatari di Bibbiano.
Il gonfalone è un drappo troncato di rosso e di azzurro.

## Monumenti e luoghi d'interesse
- Chiesa di Santa Maria Assunta, già citata in un diploma del 980.
- Chiesa di San Pietro Apostolo, nella frazione di Barco, nominata in un diploma del 781, fu soggetta alla diocesi di Parma sino al 1822. L'edificio attuale, ricostruito nel 1645, subì profonde trasformazioni alla fine del secolo successivo[7].
- Oratorio di San Rocco, nella frazione di Barco, costruito nel 1631[7].
- Oratorio di San Rocco, nella frazione di Corniano, costruito nel 1631[8].
- Oratorio di Sant'Eufemia, nella frazione di Piazzola, costruito nel 1736[9].
- Monumento al Parmigiano-Reggiano, opera dello scultore Michelangelo Galliani.

## Società

### Evoluzione demografica
Abitanti censiti

### Etnie e minoranze straniere
Al 31 dicembre 2019 gli stranieri residenti nel comune sono 879, pari all'8,6% della popolazione. Le nazionalità più numerose sono:
- Albania: 192
- Marocco: 148
- Romania: 112
- India: 77
- Ucraina: 58
- Tunisia: 46

## Cultura

### Il Parmigiano Reggiano
La produzione di un formaggio di latte vaccino nelle terre dove oggi si produce il Parmigiano-Reggiano risale almeno al XII secolo. Furono i monaci del monastero benedettino di Corniano a scoprire la "ricetta": latte di qualità (quello della sera e del mattino), fuoco (due cotte), caglio e sale. Il tutto messo a stagionatura per un anno intero. La scoperta dei monaci segnò un cambiamento epocale nella produzione rurale del luogo, fino ad allora limitata al formaggio di pecora.

Il più antico documento in cui appare il termine formadio (dal latino medievale caseum formaticum, «cacio messo in forma», il padre del futuro Parmigiano-Reggiano) è una pergamena dei monaci benedettini dell'Abbazia Marola del 13 aprile 1159: tre fratelli di Formolaria (oggi Frombolara) di Carpineti accettavano terre in affitto dall'Abbazia in cambio di denari, merci (pecore e giuncate ad arbitrium) e tre "aportos de formadio" (apporti di formaggio). Questo documento venne redatto a Corniano di Bibbiano in una dipendenza dei religiosi. È da secoli che la disputa dove sia nato il formaggio grana appassiona scrittori e produttori. Però la maggior parte degli storici e autori vari concorda che comunque la culla della Rinascita qualitativa e quantitativa del Parmigiano-Reggiano a partire dal 1700 è Bibbiano. I motivi principali sono: foraggio di qualità, prati stabili, disponibilità di acqua, e l'abilità dei casari bibbianesi. Dal '700 avvengono grandi cambiamenti e sconvolgimenti fondiari, agricoli e zootecnici.
I possedimenti benedettini passarono a nuovi imprenditori agricoli. Nel Ducato di Parma e Piacenza un'imponente crisi agricola (per carestie, carenza d'acqua a seguito dei disboscamenti appenninici, peste bovina, ecc.) fu causa per molti anni dei minimi storici della produzione di formaggio grana. Questi passaggi di proprietà comportarono consistenti cambiamenti nelle coltivazioni. Nel reggiano sempre più campi passarono da frumento a foraggio per bovini e in minor misura a nuove colture come il riso, il mais e la canapa. Uno dei motivi basilari che hanno determinato l'aumento del numero dei caseifici nel bibbianese e comuni limitrofi e poi nel resto del reggiano, e successivamente in parte anche nelle altre province emiliane, va ricercato quando, nel ‘700, si iniziò a ridurre sensibilmente i terreni a frumento e a “maggese”. Dalla rotazione quinquennale si passò a quella triennale e biennale.
Nella rotazione biennale buona parte del terreno a riposo venne occupato dai prati da vicenda a base di trifoglio o d'erba medica. Questa nuova impostazione aziendale comportò la soluzione di diversi problemi, fra i quali quello di utilizzare al meglio le acque dei canali di irrigazione, per assicurare il raccolto ai nuovi prati. L'aumento dei foraggi portò a una maggiore produzione di latte e, di conseguenza, a un dilatarsi dell'industria casearia. Ai pochi caseifici padronali presso le aziende-vaccherie, si aggiunsero sempre più numerosi altri caselli, basati sul sistema “turnario”, con lavorazione stagionale e poi successivamente le latterie e i caseifici sociali.
Nel 2008 si è costituito il consorzio "Bibbiano la Culla" per promuovere e valorizzare il formaggio bibbianese con un proprio marchio di qualità. Ne fanno parte sei caseifici bibbianesi. È un marchio d'impresa, autorizzato ai sensi del Regolamento di Marchiatura del Consorzio del Formaggio Parmigiano-Reggiano. Come emblema, porta una mezza forma stilizzata, a mo' di culla; viene impresso su tutte le forme e le singole punte prodotte dal consorzio.

## Infrastrutture e trasporti

### Strade
I centri abitati di Bibbiano e di Barco si sviluppano entrambi lungo strada provinciale 22 Barco-San Polo d'Enza. Quest'ultima arteria, presso il centro di Bibbiano, s'interseca con la SP 53 Montecchio Emilia-Quattro Castella. La parte nord del comune è attraversata dall'importante SP 28 Reggio Emilia-Montecchio Emilia.

### Ferrovie
Il territorio comunale è attraversato dalla ferrovia Reggio Emilia-Ciano d'Enza; nel territorio comunale sono poste le stazioni di Bibbiano e di Barco e le fermate di Bibbiano Fossa, Bibbiano Via Monti, Bivio Barco, Corniano e Piazzola.

## Amministrazione
| Periodo         | Periodo         | Primo cittadino   | Partito                                              | Carica  | Note   |
| --------------- | --------------- | ----------------- | ---------------------------------------------------- | ------- | ------ |
| 12 maggio 1985  | 8 febbraio 1994 | Romeo Catellani   | PCI, PDS                                             | Sindaco | [ 15 ] |
| 8 febbraio 1994 | 22 aprile 1995  | William Arduini   | PDS                                                  | Sindaco | [ 15 ] |
| 23 aprile 1995  | 12 giugno 2004  | Orio Vergalli     | PDS, centro-sinistra                                 | Sindaco | [ 15 ] |
| 13 giugno 2004  | 25 maggio 2014  | Sandro Venturelli | centro-sinistra                                      | Sindaco | [ 15 ] |
| 26 maggio 2014  | 9 giugno 2024   | Andrea Carletti   | lista civica di centro-sinistra Insieme per Bibbiano | Sindaco | [ 15 ] |
| 9 giugno 2024   | in carica       | Stefano Marazzi   | lista civica di centro-sinistra Insieme per Bibbiano | Sindaco | [ 15 ] |